# Триптих (пиеса)
„Триптих. Три сценични картини“ (на немски: Triptychon. Drei szenische Bilder) е пиеса от швейцарския писател Макс Фриш (1911-1991), публикувана през 1978 г.
Като мото на предишната си пиеса „Биография-игра“ (1967) Макс Фриш използва думите на Вершинин от Чеховите „Три сестри“: „Често си мисля какво би било, ако започнехме живота си отново, и то съзнателно? Ако единият живот, който вече е изживян, би бил, както се казва, чернова, а другият – белова! Тогава всеки от нас, мисля си, би се помъчил преди всичко да не повтаря сам себе си.“
Така на своя герой той дава възможността да преживее още веднъж дните си, в поредица от спомени да преиграе всички варианти на своята „биография“. Въпреки това печалният му герой на име Кюрман не променя принципно нищо. И преди всичко попада под властта на все същата нещастна любов. Защото разместването на житейските факти още не означава, че сме се „преобразили“, че сме станали друга личност, че сме променили своя характер. А тъкмо ХАРАКТЕРЪТ – по думите на Хераклит – определя човешката съдба.
След тази пиеса Макс Фриш години наред публикува само прозаични творби: сборника с есета „Обществото като партньор“ (1967), „Спомени за Брехт“ (1968), „За драматургията“ (1969), „Вилхелм Тел за училището“ (1971), „Дневник 1966-1971“ (1972), „Военна книжка“ (1974), повестта „Монтаук“ (1975). И ето че през 1978 г. – десетилетие след „Биография-игра“ – писателят отново се обръща към театралната сцена и създава драмата „Триптих“.
И тук Макс Фриш разсъждава преди всичко за любовта и смъртта или, може би, за смъртта на любовта. Но това не е философска реторика, облечена в одеянията на драматичния жанр, тук няма метафизични излитания в „царството на идеите“, строги формулировки и категорични изводи. Макс Фриш се интересува от смъртта като житейски проблем, творбата му е обърната към този свят, към живота. Той сам отбелязва: „Дори представата за някакъв живот подир смъртта да се смята за несъстоятелна, все пак остава представата за вечност, а смъртта се схваща като мистификация: в последна сметка смъртта съдържа истината за нашия живот.“
Тази представа за вечността на преживяното, която съвсем не обезценява съществуването, а го разкрива като проумяно или непроумяно чудо, е залегнала в последната драма на Макс Фриш „Триптих“. (От същата мисловна сплав е изградена и публикуваната непосредствено след „Триптих“ повест на Макс Фриш „Човекът се появява през холоцена“.)
Пиесата се състои от три „сценични“ картини, които не са етапи на едно драматическо действие, а представляват три подстъпа към темата.
ПЪРВА КАРТИНА изобразява настъпващия смут във всеки социален кръг при кончината на един човек: тази картина е „нарисувана“ в общественокритична и сатирична тоналност. Виждаме едно траурно тържество, при което гостите се колебаят в поведението си между официалната скованост и дребнави катадневни разговори. Те беседват върху тъй наречените „вечни въпроси“ – като например идеалната рецепта за диета. Наред с това обаче те се мъчат да осъзнаят смъртта като факт и фактор на живота. Фриш ни представя и покойника, но само като безмълвен гост, за да може вдовицата да го възприема като вечно жива тема и поради това да му отправя вечно старите упреци.
ВТОРА КАРТИНА представя „живота на мъртвите“ край Стикс, реката на Хадес. Присъстваме на техните бавно заглъхващи разговори в царството, където владее вечността, но липсва надежда. Мъртвите съвсем не се „радват“ на задгробен покой. Условията в подземния свят не са по-различни от тези под слънцето. Един баща продължава да мърмори на своя син, макар междувременно синът да е станал по-възрастен от него, защото го е надживял с немалко години, преди да се пресели край Стикс. И с влюбените положението е също тъй сложно, както и приживе. А съседът, който с упражненията си на флейта при отворен прозорец е лазил по нервите на хората, продължава да надува свирката си все тъй мъчително фалшиво и в царството на сенките. Тук Фриш по примера на австрийския комедиограф от XIX век Йохан Непомук Нестрой предлага един театрален аргумент срещу задгробния живот. Нестрой е наблегнал някога, че не бива да се иска от мъртвите да живеят и след смъртта си, защото например съпругът ще трябва да изпита и изстрада онова, което вдовицата и децата му ще извършат подир кончината му. Сега Фриш заключава също тъй хуманно, че на покойниците трябва да се спести животът подир смъртта – докато сенките им бродят самотно край Стикс, те, без да могат вече нищо да променят, ще преживяват все същите последствия от напусто пропиления си земен живот.
ТРЕТА КАРТИНА представя надживелия, оцелелия, в неговата неразривна обвързаност с мъртвия партньор, който вече не е в състояние да се промени или да даде нова насока на мислите си. Присъстваме на разговора между мъж и покойната му любима – двамата не са се разбирали, докато тя е била жива, и сега той се опитва да намери обяснение или оправдание за недоразуменията им. Тук откриваме темата, набелязана от Макс Фриш вече в повестта му „Монтаук“ – невъзможността на любовта става причина и основа за нейната продължителност. И тази неравна (по отношение на живота) любовна двойка седи на пейка сред нощта в един парижки парк, а реалността прониква на сцената като усилващ се или отслабващ шум на уличното движение. Въпреки всички молби на живия към мъртвата тя и сега премълчава онова, което и приживе не е искала или не е можела да му обясни. Тя е действително мъртва – живее само като тема за размисъл в съзнанието му.
И тази пиеса на Макс Фриш „не иска нищо да доказва“, тя представя всъщност не проблеми, а „структури на преживяване“. Писателят и тук с всяка дума „чувства задължението си към човека и човешкото достойнство“. Той се опитва да хвърли светлина върху една по начало премълчавана страна от нашето съществуване – естествения край на близките ни хора и бруталното прекъсване на отношенията ни с тях. И това е изложено с рядка драматургична прецизност, без излишен сантиментализъм и вчувстване в темата. Така творбата придобива някаква ведра и благотворна прозрачност – това е ведростта на познанието, на превъзмогването.
В своя „Дневник 1946-1949“ Макс Фриш пише: „Като драматург бих сметнал задачата си за изпълнена, ако на една пиеса се удаде да постави някой въпрос по такъв начин, че оттук-нататък зрителите вече да не могат да живеят без отговор – без своя отговор, своя собствен, който могат да дадат единствено с живота си.“ Същата цел – да провокира зрителя и читателя (пиесата е предложена първо като четиво, а не направо за сценична реализация) към взимане на лични решения – Макс Фриш преследва и с драмата си „Триптих“.